# Хронологична таблица за откриване и изследване на Азия (XX в.)
| Години                 | Име на откривател, изследовател                                                                       | Направени открития и изследвания | Изследванията засягат следните съвременни държави |
| ---------------------- | --- | --- | ------------------------------------------------- |
| 1900                   | Владимир Вонлярлярски, Карл Богданович                                                                | Геоложки изследвания на п-ов Чукотка за търсене на златни находища | Русия                                             |
| 1900 – 1902            | Едуард Тол, Фьодор Матисен, Николай Коломейцев, Александър Колчак, Никифор Бегичев                    | 1900 – 1901: Изследване на западното крайбрежие на п-ов Таймир (Едуард Тол). Откриване в архипелага Норденшелд о-вите Пахтусов (76°40′ с. ш. 95°40′ и. д. / 76.666667° с. ш. 95.666667° и. д., и протока Матисен, отделящ ги от п-ов Таймир (Фьодор Матисен); 1901: Откриване на река Коломейцев, вливаща се в Таймирския залив и остров Расторгуев (74°00′ с. ш. 84°10′ и. д. / 74° с. ш. 84.166667° и. д.) в Пясинския залив (Николай Коломейцев); 1901 – 1902: Поход по ледовете на североизток от Новосибирските о-ви за търсене на митичната „Земя Санников“ (Едуард Тол) | Русия                                             |
| 1901                   | Карл Богданович                                                                                       | Геоложки изследвания в Източен Кавказ и двукратно пресичане на Главния хребет | Русия, Азербайджан                                |
| 1901 – 1903            | Фриц Саразин                                                                                          | Физикогеографски изследвания и топографски картирания в централните части на остров Сулавеси | Индонезия                                         |
| 1902 – 1903            | Павел Преображенски                                                                                   | Геоложки изследвания в южната част на Патомската планинска земя и покрай цялото течение на река Голям Патом (десен приток на Лена) и завършване откриването на хребета Кропоткин | Русия                                             |
| 1902 – 1903            | Владимир Арсениев                                                                                     | Топографски картирания, географски и военно-статистически изследвания на отделни райони в Южното Приморие | Русия                                             |
| 1903                   | Григорий Грум-Гржимайло                                                                               | Експедиция в Западна Монголия и Тува. Тръгване от Зайсан, пресичане долината на река Черен Иртиш и планината Монголски Алтай, спускане в Долината на езерата, завиване на север, пресичане на хребета Тану-Ола и навлиза в Тува. Физикогеографски изследвания в Тува, пресичане на Алтай и завръщане в Кош-Агач | Китай, Монголия, Русия                            |
| 1903                   | Пьотър Карлович Залески (1850 – 1916)                                                                 | Детайлно топографско заснемане и картиране на езерото Балхаш, на базата на 31 астрономически пункта | Казахстан                                         |
| 1903 – 1905            | Вилхелм Филхнер                                                                                       | Експедиция в Китай и Североизточен Тибет и извършване на първите мащабни геофизични и геомагнитни измервания в района на Синин и езерото Кукунор | Китай                                             |
| 1904 – 1905            | Николай Корженевски                                                                                   | Изследване и топографско картиране на част от течението на река Муксу и в нейните извори, в хребета Петър Първи откриване на ледника Мушкетов (1904). Експедиция в Алайския хребет, първо скициране и фотографиране на най-високата точка на Памир връх Ленин (връх Абуали ибн Сина) | Таджикистан                                       |
| 1905 – 1906            | Сергей Николаевич Никитин (1851 – 1909)                                                               | Геоложки изследвания в планината Мугоджари на границата между Европа и Азия | Казахстан                                         |
| 1905 – 1906            | Инокентий Толмачов, Михаил Яковлевич Кожевников                                                       | Изследване на обширния (364 хил. км2) басейн на река Хатанга, разположен между реките Енисей и Анабар. Тръгване от Туруханск на изток, картиране и изследване горните течения на реките Курейка (десен приток на Енисей), Котуй (дясна, южна съставяща на Хатанга) и достигане до езерото Есей (68°28′ с. ш. 102°24′ и. д. / 68.466667° с. ш. 102.4° и. д.). Картиране района на езерото и басейна на средното течение на Котуй между 67°-68° с.ш., проследяване и картиране притоците на реката, в т.ч. цялото течение на големия му десен приток река Мойеро, спускане по Котуй до река Хатанга, установяване наличието на обширното Анабарско плато, изследване долното течение на река Хатанга и брега на изток от устието ѝ до устието на река Анабар. На изток от устието на река Попигай откриване на три полуострова – Хара-Тумус, Юрунг-Тумус и Нордвик, на югозапад от Нордвик вторично откриване на залива Нордвик (73°52′ с. ш. 112°05′ и. д. / 73.866667° с. ш. 112.083333° и. д.), а на юг от п-ов Хара-Тумус – залива Кожевников (73°42′ с. ш. 110°33′ и. д. / 73.7° с. ш. 110.55° и. д.). Изкачване по река Анабар до горното ѝ течение, оконтуряване на откритото преди това Анабарско плато и завръщане на езерото Есей, където се разделят. (Тръгване на юг, преминаване през горните течения на реките Мойеро и Вилюй до 60° с.ш. и достигане до Олекминск на река Лена – Инокентий Толмачов). (Продължаване на северозапад през горните басейни на реките Тукалан и Меймеча до устието на река Романиха (всички от басейна на Хатанга), от там по река Хета до селището Хатанга (Крести, 71°56′ с. ш. 102°07′ и. д. / 71.933333° с. ш. 102.116667° и. д.), завръщане до Романиха, по 70º с.ш. продължаване на запад и пристигане в Дудинка – Михаил Яковлевич Кожевников) | Русия                                             |
| 1905 – 1914            | Владимир Обручев                                                                                      | Мащабни геоложки изследвания в Алтай, горните течения на реките Об и Иртиш и Джунгария (1905, 1906, 1909), в т.ч. хребетите Майлитау, Джаир, Бирликтау, Уркашар, Саур и Семистай, долините и падините между тях и източната част на хребета Тарбагатай | Казахстан, Русия, Китай                           |
| 1906 – 1908            | Свен Хедин                                                                                            | Оконтуряване на планинската система Трансхималаи (Гандисишан), явяваща се вододел между Индийския океан и многочислените безотточни тибетски езера. Тръгване от Лех (в долината на горното течение на река Инд) на изток, придвижване покрай северните склонове на хребета Алинг Гангри и достигане до езерото Нгангце (87° и.д.). Продължаване на юг към изворите на река Брахмапутра, откриване изворите на река Сатледж (от басейна на Инд), спускане до езерото Манасаровар, изследване на системата езера Манасаровар – Лангак, насочване на север, откриване изворите на река Синги (една от съставящите на Инд) и продължаване по долината на река Гартанг до 84° и.д. | Китай                                             |
| 1906 – 1908            | Френсис Йънгхъзбанд                                                                                   | Мащабни топографски дейности по заснемането и картирането на големи части от Кашмир | Индия                                             |
| 1906 – 1910            | Владимир Арсениев                                                                                     | Топографски картирания, географски и военно-статистически изследвания в планината Сихоте Алин | Русия                                             |
| 1907 – 1909            | Пьотър Козлов, Пьотър Яковлевич Напалков (1874 – 1940), Александър Александрович Чернов (1877 – 1963) | Изследване на пустинята Алашан, откриване на древния град Хара Хото (41°46′ с. ш. 101°09′ и. д. / 41.766667° с. ш. 101.15° и. д.), столица на средновековното тангутско царство Си Ся (XIII в.), продължаване на югоизток, пресичане на пустинята Алашан до хребета Хълан, картиране на територията между река Жожуй и средното течение на Хуанхъ и западната част на платото Ордос, завиване на югозапад, проникване в най-горното течение на Хуанхъ и изследване на високопланинската до 5000 м област Амдо (34° – 36º с.ш., 100° – 102º и.д.) | Китай                                             |
| 1907 – 1911            | Павел Преображенски                                                                                   | 1907 – 1908: Геоложки изследвания в района между реките Витим и Голям Патом и дясното крайбрежие на Лена от устието на Витим до 118º и.д. – около 400 км и установяване по този начин западната и северна граница на Патомската планинска земя; 1909 – 1911: Геоложки изследвания покрай десните, малки притоци на Лена – реките Чечуй, Чая, Голяма и Малка Чуя, Киренга и десните ѝ притоци и река Мама (ляв приток на Витим). В западната част на Северобайкалската планинска земя откриване и проследяване на около 175 кв от хребета Акиткан | Русия                                             |
| 1908                   | Никифор Бегичев                                                                                       | Откриване на островите Голям Бегичев (74°20′ с. ш. 112°30′ и. д. / 74.333333° с. ш. 112.5° и. д.) и Малък Бегичев (вторично, 74°20′ с. ш. 111°10′ и. д. / 74.333333° с. ш. 111.166667° и. д.), в общото устие на реките Хатанга и Анабар, които дотогава се смятат за полуостров | Русия                                             |
| 1908                   | Григорий Грум-Гржимайло                                                                               | Физикогеографски изследвания в басейна на река Амур и на Шантарските о-ви | Русия                                             |
| 1908 – 1910            | Николай Николаевич Тихонович (1872 – 1952)                                                            | Физикогеографски и геоложки изследвания на остров Сахалин, главно най-северната част на острова – п-ов Шмид | Русия                                             |
| 1909                   | Константин Воллосович (1869 – 1910)                                                                   | Топографско картиране на брега между устията на реките Лена и Алазея | Русия                                             |
| 1909                   | Борис Житков (1882 – 1938)                                                                            | Географско описание и топографско картиране на п-ов Ямал | Русия                                             |
| 1909                   | Олег Баклунд (1878 – 1958)                                                                            | Изследване на около 150 км от източните склонове на Урал, на север от Полярната окръжност, в т.ч. горните течения на редица леви притоци на Об | Русия                                             |
| 1909                   | Георгий Седов                                                                                         | Топографско картиране на района около устието на река Колима | Русия                                             |
| 1909                   | Инокентий Толмачов, Михаил Яковлевич Кожевников                                                       | Описване и топографско картиране на цялото крайбрежие на Сибир от устието на река Колима до Беринговия проток на протежение над 2500 км, описание на релефа на крайбрежната полоса и събиране на ценни геоложки, ботанически и зооложки колекции | Русия                                             |
| 1909 – 1913            | Владимир Александрович Вознесенски                                                                    | Изследване на въглищните басейни в североизточната част на Задбайкалието. Между горните течения на реките Ольокма и Нерча откриване на масива Кропоткин, а на вододела между реките Нерча и Каренга (приток на Витим), откриване на хребет, продължение на Черския хребет. Откриване на Нерчинско-Куенгския хребет, в горното течение на река Куенга (ляв приток на Шилка)) и установяване, че река Нерча го прерязва с долното си течение. Изследване на Яблоновите планини | Русия                                             |
| 1909 – 1917            | Яков Антонович Макеров (1860 – 1940)                                                                  | Изследване на въглищните и златни находища в басейните на левите притоци на реките Шилка и Амур и в горния басейн на река Нюкжа (десен проток на Ольокма, от басейна на Лена) и откриване на хребетите Алеурски, Шилкински, Тунгирски, Амазарски, Чернишов и др. | Русия                                             |
| 1910 – 1911            | Георгий Брусилов                                                                                      | Топографско картиране на северните брегове на Чукотка | Русия                                             |
| 1910 – 1912            | Иван Семьонович Сергеев (1863 – 1919)                                                                 | Изследване брега на Североизточна Азия от Беринговия проток до устието на река Лена, в т.ч. северното крайбрежие на остров Врангел и извършване на хидрографски измервания | Русия                                             |
| 1911 – 1912            | Григорий Грум-Гржимайло                                                                               | Физикогеографски изследвания в планината Копетдаг, южното крайбрежие на Каспийско море и Закавказието | Туркменистан, Азербайджан, Грузия, Армения        |
| 1912                   | Хенри Морсхед                                                                                         | Топографско картиране на най-източната част на Хималаите – масива Мишми и на север, в коляното на река Брахмапутра, на 95º и.д. откриване на връх Намча Барва (7755 м) | Индия, Китай                                      |
| 1912                   | Н. И. Солдатов                                                                                        | Откриване на Юрацкия залив (72°00′ с. ш. 77°40′ и. д. / 72° с. ш. 77.666667° и. д.) в северната част на Гиданския п-ов, на изток от него – Еленовия п-ов, а на север от полуострова – Еленовия остров (вторично) | Русия                                             |
| 1912 – 1913            | Вадим Николаевич Зверев                                                                               | 1912: Изследване долината на река Алдан (десен приток на Лена), изкачване по Амур до 124º и.д., пресичане на Становите планини, достигане до горното течение на река Тимптон (десен приток на Алдан) и изследване течението на Алдан от устието на Тимптон до устието на десния ѝ приток река Мая; 1913: Изследване цялото течение на Мая (1053 км), и на десния бряг на Алдан, след устието на река Нотора, откриване на Килахския хребет, простиращ се в северозападно направление | Русия                                             |
| 1913                   | Фриц Саразин                                                                                          | Физикогеографски изследвания и топографски картирания в Тайланд | Тайланд                                           |
| 1913                   | Ф. М. Бейли                                                                                           | Изкачване по река Брахмапутра до големия ѝ завой на 95º 30` и.д. и топографско заснемане на около 600 км от течението на реката на запад от завоя ѝ, на китайска територия | Индия, Китай                                      |
| 1913 – 1915            | Борис Вилкицки                                                                                        | 1913: Откриване на остров Вилкицки (от Новосибирските о-ви, 75°42′ с. ш. 152°30′ и. д. / 75.7° с. ш. 152.5° и. д.), залива Мария Прончищева (75°39′ с. ш. 112°58′ и. д. / 75.65° с. ш. 112.966667° и. д., на източното крайбрежие на п-ов Таймир), остров Малък Таймир (78°06′ с. ш. 107°11′ и. д. / 78.1° с. ш. 107.183333° и. д.), архипелага Северна Земя и остров Старокадомски (78°15′ с. ш. 106°30′ и. д. / 78.25° с. ш. 106.5° и. д.). Изследване около 330 км от източното крайбрежие на Северна Земя и достигане до крайната северна точка на архипелага на 81° 15` с.ш.; 1914 – 1915: Първо преминаване по Северния морски път от изток на запад с едно зимуване и откриване на остров Жохов (76°09′ с. ш. 152°43′ и. д. / 76.15° с. ш. 152.716667° и. д.) | Русия                                             |
| 1913 – 1919            | Борис Давидов                                                                                         | Топографско заснемане и картиране на цялото крайбрежие на Охотско море и част от западните бреговете на Берингово море и извършване на хидрографски измервания | Русия                                             |
| 1914                   | Григорий Грум-Гржимайло                                                                               | Физикогеографски изследвания в Тува | Русия                                             |
| 1917, 1921, 1923, 1924 | Сергей Обручев                                                                                        | Геоложки изследвания в басейна на река Енисей и в Тунгуския въглищен басейн (най-големия в света, 1045 хил.км2). Изследване на средното течение на Ангара, вододела между Подкаменна Тунгуска, Ангара и Чуня, цялото течение на Подкаменна Тунгуска (1865 км), реките Бахта, Курейка и редица малки притоци на Енисей | Русия                                             |
| 1918                   | Владимир Арсениев                                                                                     | Топографски картирания и физикогеографски изследвания в Камчатка | Русия                                             |
| 1918 – 1920            | Роалд Амундсен                                                                                        | Първо преминаване по Северния морски път от запад на изток Архангелск до Беринговия проток с две зимувания | Русия                                             |
| 1919 – 1922            | Николай Урванцев, Никифор Бегичев                                                                     | 1919 – 1920: Откриване на Норилското медно-никелово находище; 1921 – 1922: Топографско картиране на езерото Пясино и групата Норилски езера – Лама, Глубокое, Кита и др. с обща площ до 320 км2 и доказване на ледниковия им произход. Проследяване и изследване на цялото течение на река Пясина (818 км), на запад от устието ѝ откриване на група възвишения с височина до 416 м, изследване на около 200 км от брега на запад от устието на Пясина и установяване, че южните възвишения са продължение на планината Биранга | Русия                                             |
| 1920 – 1922            | К. Неупокоев                                                                                          | Описание и топографско картиране на северните брегове на Гиданския п-ов | Русия                                             |
| 1922                   | Д. Вардропер                                                                                          | Откриване на остров Шокалски (73°00′ с. ш. 74°25′ и. д. / 73° с. ш. 74.416667° и. д.) на север от Гиданския п-ов и топографско картиране на западния бряг на полуострова на протежение около 200 км | Русия                                             |
| 1923                   | Владимир Арсениев                                                                                     | Топографски картирания и физикогеографски изследвания на Командорските о-ви | Русия                                             |
| 1923 – 1925            | Борис Городков                                                                                        | Комплексни фикогеографски изследвания в Западносибирската равнина и Полярен Урал. 1923: Проследяване на цялото течение (544 км) на река Аган (десен приток на Об), цялото течение (1024 км) на река Пур, изследване на вододела между реките Пур и Таз и между Пур и Надим; 1924: Изследване на левия приток на Об – река Соб; 1925: Изследване на левия приток на Об – река Войкар | Русия                                             |
| 1923 – 1926            | Пьотър Козлов                                                                                         | Физикогеографски изследвания в планината Хентей, откриване и изследване на надгробната могила Ноин-Ула, в която са погребани множество хунски военачалници от края на I век пр. Хр. и началото на I век сл. Хр. | Монголия                                          |
| 1924                   | Борис Давидов                                                                                         | Изследвания на остров Врангел и обявяване на острова за съветска територия | Русия                                             |
| 1924 – 1928            | Николай Рьорих                                                                                        | Експедиция през Сиким, Кашмир, Тибет, Китай (Синдзян) и Монголия | Индия, Китай, Монголия                            |
| 1925 – 1926            | Андрей Григориев                                                                                      | Физикогеографски изследвания в Якутия | Русия                                             |
| 1926                   | Николай Корженевски                                                                                   | Откриване и изследване на около 70 ледника (Мушкетов, Фортамбек и др.), върховете (Карпински, Корженевская и др.) в Памир, хребета Академия на науките и перпендикулярния на него хребет Петър Първи (вторично) | Таджикистан                                       |
| 1926                   | Сергей Обручев, Константин Салишчев (1905 – 1988)                                                     | Физикогеографски изследвания в басейна на река Индигирка. Единадесеткратно пресичане на река Алдан и Верхоянските планини на изток-североизток към горното течение на река Менкюле (десен приток на Алдан), установяване, че Верхоянските планини се състоят от четири отделни хребета: Краен, Скалист, Главен и Брюнгадински, спускане в долината на Индигирка, близо до устието на река Елги и плаване надолу по реката до Индигирските прагове при преминаването на реката през хребета Черски. Изследване цялото течение на река Иняли (ляв приток на Индигирка) и река Сюрюктях и установяване размерите и посоката на течението ѝ. Завръщане нагоре по Индигирка до селището Оймякон, придвижване обратно през Верхоянските планини и завръщане в Якутск | Русия                                             |
| 1926 – 1927            | Владимир Арсениев                                                                                     | Топографски картирания и физикогеографски изследвания в района на десния бряг на Амур (1926) и по маршрута Советская Гавань – Хабаровск (1927) | Русия                                             |
| 1926 – 1927            | Александър Андреевич Романов (1902 – 1942)                                                            | изследване и топографско и картиране на района между долните течения на реките Хатанга и Лена, в т.ч. левите притоци на Оленьок, редица леви и десни притоци на Анабар и средния басейн на река Попигай. Откриване на река Уеле (Юеля, десен приток на Анабар), възвишението Сюрях-Джанги (между реките Попигай и Анабар), а покрай десния бряг на Лена, в северната част на Хараулахския хребет – възвишенията Туора-Сис и Приморския кряж | Русия                                             |
| 1926 – 1928            | Вилхелм Филхнер                                                                                       | Геофизични и геомагнитни измервания по маршрута от Кулджа до Синин и от там до Лех в Кашмир през Тибет | Китай                                             |
| 1926 – 1929            | Георгий Ушаков                                                                                        | Мащабни физикогеографски изследвания и пълно топографско картиране на остров Врангел | Русия                                             |
| 1927                   | Александър Николаевич Альошков (1896 – 1949)                                                          | Физикогеографски изследвания на източните склонове на Урал между 64° – 66º с.ш., в басейна на река Ляпин (от басейна на Об) и левия ѝ приток река Маня | Русия                                             |
| 1927                   | Борис Городков, Иван Яковлевич Ермилов                                                                | Комплексни физикогеографски изследвания на Гиданския п-ов. Тръгване от Туруханск на запад към река Таз и проследяване на реката до устието ѝ. Откриване на отделни изолирани възвишения до 300 м в централната част на полуострова и картиране на най-голямата река на полуострова – Танама (250 км). Откриване на системата езера Хосейн-то, Ямбу-то и др., съединени помежду си с рекички, които сливайки се образуват река Гида. Изследване южния бряг на Гиданския залив на протежение от 110 км, п-ов Явай и източния бряг на Гиданския залив (до Юрацкия залив) | Русия                                             |
| 1927                   | Бъртрам Томас                                                                                         | Преминаване на около 1000 км през южните погранични земи от Сур в Оман до административния център на провинция Зуфар – Салала (17°01′ с. ш. 54°05′ и. д. / 17.016667° с. ш. 54.083333° и. д.) | Оман, Йемен                                       |
| 1927 – 1928            | Павел Хмизников                                                                                       | Топографско картиране на целите течения на реките Сартанг и Дулгалах, съставящи на Яна и цялото течение на Яна от Верхоянск до делтата ѝ (над 600 км) включително | Русия                                             |
| 1927 – 1935            | Свен Хедин                                                                                            | Комплексни физикогеографски изследвания в Монголия и Западен Китай | Монголия, Китай                                   |
| 1928                   | Лев Берг                                                                                              | Комплексни физикогеографски изследвания на и около езерото Исък Кул и първо измерване на дълбочината му – 702 м | Киргизстан                                        |
| 1928                   | Иван Фьодорович Молодих                                                                               | Топографско картиране на цялото течение на река Колима (2129 км), уточняване и проследяване направлението на редица нейни десни притоци, в т.ч. Коркодон (476 км), а между река Омолон и десния ѝ приток Олой откриване на хребета Уш Урекчен | Русия                                             |
| 1928 – 1929            | Александър Толмачов                                                                                   | Тръгване от Дудинка на река Енисей на североизток към езерото Таймир, изследване на южния му бряг и установяване, че на старите карти размерите му са намалени. На североизток от езерото откриване на плато (част от планината Биранга) с дължина около 150 км от изток на запад, на изток от езерото – възвишението Тулай-Киряка-Тас, а на юг, на 106º и.д. – още един масив. На югоизток от последния масив откриване на езерото Кунгасалах и завръщане в Дудинка | Русия                                             |
| 1929                   | Николай Урванцев                                                                                      | Орографски и хидрографски изследвания на п-ов Таймир, изясняване особеностите на геоложкия му строеж, откриване следи от древни заледявания и изследване на езерото Таймир | Русия                                             |
| 1929 – 1930            | Сергей Обручев, Константин Салишчев                                                                   | 1929: Достигане до Оймякон, прехвърляне на хребета Тас-Кистабит, установяване изворите на Индигирка в него, достигане до река Аян-Юрях (лява съставяща на Колима), спускане по реката до сливането ѝ с река Кулу (дясна съставяща на Колима), преодоляване на Големите Колимски прагове, спускане по Колима до устието на Омолон и завръщане в Среднеколимск; 1930: Изкачване по Колима до устието на десния ѝ приток река Коркодон, продължаване по последната на изток, откриване на Конгинския хребет, достигане до горното течение на Омолон, пресичане от северозапад на югоизток на обширното Юкагирско плато, спускане по река Омолон до устието ѝ и по Колима до морето | Русия                                             |
| 1929 – 1930            | Юрий Дмитриевич Чирихин (1898 – 1943)                                                                 | Достигане до Оймякон, проследяване течението на река Индигирка до устието на десния ѝ приток река Мома и на север от устието ѝ откриване северозападната част на Момския хребет – хребета Илин-Тас. Спускане по Индигирка, откриване, че реката навлиза в равнината на 67°40′ с. ш. 144°00′ и. д. / 67.666667° с. ш. 144° и. д., изследване долните течения на реките Селенях и Уяндина (леви притоци на Индигирка), картиране на Абийската низина и цялата делта на Индигирка | Русия                                             |
| 1929 – 1931            | Бъртрам Томас                                                                                         | 1929 – 1930: Неуспешен опит за пресичане на пустинята Руб ал Хали – преминаване на около 300 км на север от Салала до 20º с.ш.; 1930 – 1931: Първо пресичане на пустинята Руб ал Хали от юг на север, от Салала до Катар в района на Доха | Оман, Йемен, Саудитска Арабия                     |
| 1930                   | Ото Шмид, Владимир Визе, Владимир Воронин                                                             | Откриване на островите Визе (79°30′ с. ш. 76°50′ и. д. / 79.5° с. ш. 76.833333° и. д.), Исаченко (77°15′ с. ш. 89°30′ и. д. / 77.25° с. ш. 89.5° и. д.), Воронин (78°10′ с. ш. 93°45′ и. д. / 78.166667° с. ш. 93.75° и. д.) и Шмид (81°10′ с. ш. 91°00′ и. д. / 81.166667° с. ш. 91° и. д.) и архипелага Седов (79°30′ с. ш. 91°40′ и. д. / 79.5° с. ш. 91.666667° и. д., на 40 км на запад от архипелага Северна земя) | Русия                                             |
| 1930 – 1932            | Георгий Ушаков, Николай Урванцев                                                                      | Физикогеографски изследвания и пълно топографско картиране на архипелага Северна Земя, базиращо се на 17 астрономически координирани точки. Установяване, че архипелагът се състои от четири големи острова Октомврийска революция, Пионер, Комсомолец и Болшевик и множество малки с обща площ 37 хил. км2 и протоците Червена армия, Шокалски и Юнгщурм между тях | Русия                                             |
| 1931                   | Владимир Данилович Бусик (неизв.-1931)                                                                | Изследване на Черския хребет между 63º 40` – 68º с.ш. Проследяване на цалото течение на река Мома и левите ѝ притоци Ерикит и Тиряхтях и топографско картиране на най-високия масив в хребета Улахан-Чистай с връх Победа (3147 м). На Северната Полярна окръжност, на 148º и.д. откриване на обширна (35 хил. км2) котловина, течащата през нея река Ожогина (ляв приток на Колима) и на 151º и.д. проследяване на цялото течение на река Ясачная (ляв приток на Колима). Оконтуряване и картиране на източната част на Черския хребет, който нарича Момски хребет | Русия                                             |
| 1931                   | Хари Сент-Джон Бриджер Филби (1885 – 1960)                                                            | Повторно пресичане на пустинята Руб ал Хали, този път от север на юг. От Окайр (25°40′ с. ш. 50°10′ и. д. / 25.666667° с. ш. 50.166667° и. д.) на Персийския залив тръгване на юг, преминаване през оазиса Джебрин и кладенеца Найфа (20°00′ с. ш. 51°25′ и. д. / 20° с. ш. 51.416667° и. д.), продължаване на изток, пресичане на пустинята до 56º и.д., завиване на юг и достигане крайбрежието на Арабско море при залива Курия Мурия | Саудитска Арабия, Оман                            |
| 1932                   | Иван Паисиевич Атласов                                                                                | Изследване и топографско картиране на голяма част от хребета Орулган (в горното течение на река Яна) от 69º до 67º с.ш. и определяне направлението и дължината му. Откриване на Сиетинденския хребет, почти паралелен на Орулган, разположен покрай левия бряг на река Омолой, вливаща се в залива Буорхая | Русия                                             |
| 1932                   | Николай Корженевски                                                                                   | Уточняване положението на Киргизкия хребет и изследване на езерото Каракул | Киргизстан                                        |
| 1932                   | Алексей Модестович Лавров (1887 – 1942)                                                               | Откриване и изследване на Червенофлотските о-ви (78°35′ с. ш. 98°50′ и. д. / 78.583333° с. ш. 98.833333° и. д.) в протока Шокалски, в архипелага Северна Земя | Русия                                             |
| 1932                   | Рудолф Самойлович                                                                                     | Откриване на о-вите Арктически институт (75°25′ с. ш. 82°00′ и. д. / 75.416667° с. ш. 82° и. д.) в Карско море | Русия                                             |
| 1932                   | Ото Шмид                                                                                              | Първо плаване по Северния морски път от запад на изток без зимуване, за една навигация. Откриване на остров Сидоров (75°08′ с. ш. 82°02′ и. д. / 75.133333° с. ш. 82.033333° и. д.) в о-вите Арктически институт | Русия                                             |
| 1932 – 1933            | Сергей Обручев, Константин Салишчев                                                                   | 1932: Изследване със самолет и аерофотозаснемане на крайбрежието на Североизточна Азия. Неколкократно пресичане на Чукотския полуостров и Анадирската низина и на север от нея откриване на Чукотската планинска земя; 1933: Изследване и аерофотозаснемане на територия с площ 375 хил. км2. Оконтуряване на огромната Колимска планинска земя, простираща се от Полярния кръг на югозапад на 1000 км до 60º с.ш. На север, между реките Голям и Малък Анюй и Източносибирско море откриване и изследване на хребетите Южноанюйски и Североанюйски. Между 63º и 67º с.ш. и 173º и 176º и.д. откриване на хребетите Рариткин и Пекулней и обширното Анадирско плато. Изследване на Корякската планинска земя и Пенжинския хребет и даване на първото геоложко и геоморфоложко описание на тези райони | Русия                                             |
| 1933 – 1934            | Николай Урванцев                                                                                      | Изследване на северния бряг на п-ов Таймир от залива Дик (101º 40` и.д.) до фиорда Тереза Клавенес (105º и.д.) и о-вите Комсомолска Правда (77°20′ с. ш. 107°20′ з. д. / 77.333333° с. ш. 107.333333° з. д.) | Русия                                             |
| 1934                   | Юрий Билибин, Евгений Сергеевич Бобин                                                                 | Геоложките изследвания и топографски дейности в басейните на реките Аллах-Юн и Юдома (от басейна на река Алдан. Дооткриване на меридиално простиращата се планина Сете Дабан, състояща се от 3 паралелни вериги, и доказване, че планината принадлежи към Верхоянските планини. Проследяване и изследване на Килахския хребет, а на изток от Сете Дабан откриване на Юдомо-Майската планинска земя | Русия                                             |
| 1934 – 1937            | Вилхелм Филхнер                                                                                       | Геофизични и геомагнитни измервания по маршрута от Синин, преминаване по северните граници на Тибет през Черчен и Хотан и достигане до Лех | Китай                                             |
| 1935                   | Георгий Ушаков                                                                                        | Откриване на остров Ушаков (80°50′ с. ш. 79°20′ и. д. / 80.833333° с. ш. 79.333333° и. д.) в Карско море, изследване западния и северния бряг на остров Шмид (81°10′ с. ш. 91°00′ и. д. / 81.166667° с. ш. 91° и. д.) от архипелага Северна Земя и достигане до 82º 42` с.ш. | Русия                                             |
| 1937                   | Сергей Обручев                                                                                        | Геоложки изследвания в хребета Хамар-Дабан, Източните Саяни и Прибайкалието | Русия                                             |
| 1939 – 1940            | Вилхелм Филхнер                                                                                       | Геофизични и геомагнитни измервания в Непал | Непал                                             |
| 1939 – 1942            | Алексей Петрович Васковски (1911 – 1979)                                                              | Геоложки изследвания в горното течение на река Селенях (ляв приток на Индигирка) | Русия                                             |
| 1943                   | Павел Николаевич Рапасов                                                                              | Откриване на най-високия връх на Тян Шан – връх Победа (7439 м) | Киргизстан, Китай                                 |
| 1944 – 1946            | Лев Лазаревич Берман                                                                                  | Геоложки изследвания в горното течение на река Селенях (ляв приток на Индигирка) | Русия                                             |
| 1946                   | Алексей Петрович Васковски                                                                            | Физикогеографски и геоложки изследвания в хребета Сунтар-Хаята в района на изворите на реките Юдома и Охота и горните леви притоци на Индигирка. Откриване на значително количество ледници и множество върхове между 2700 – 3000 м, в т.ч. най-високия връх на хребета (2933 м) | Русия                                             |
| 1952 – 1953            | Борис Владимирович Дубовски                                                                           | Детайлно топографско картиране на архипелага Северна Земя (70 острова, около 37 хил. км2) и остров Визе (79°30′ с. ш. 76°50′ и. д. / 79.5° с. ш. 76.833333° и. д.) | Русия                                             |
| 1953                   | Едмънд Хилари, Тенсинг Норгей                                                                         | Първо покоряване на 29 май на най-високия връх на Земята – Джомолунгма (Еверест, 8848 м) | Непал, Китай                                      |